# Mirjam Staub-Bisang
Mirjam Staub-Bisang (* 1969 in Zürich) ist eine Schweizer Juristin und Managerin. Seit 2018 ist sie Chefin von BlackRock Schweiz.

## Ausbildung
Staub-Bisang promovierte an der Universität Zürich in Rechtswissenschaften und absolvierte einen MBA an der Insead in Fontainebleau. Sie ist ausserdem Rechtsanwältin.

## Karriere
Staub-Bisang arbeitete als Investment Bankerin bei Merrill Lynch und arbeitete bei der Commerzbank, Swiss Life und Quadrant Private Equity. 2005 gründete sie mit ihrem Bruder ein auf nachhaltige Anlagen spezialisierte Unternehmen Independent Capital Group und führte dieses Unternehmen bis 2018, als sie Chefin bei BlackRock Schweiz wurde. Neben ihrer Rolle als Länderchefin ist sie auch Senior Advisor Sustainable Investing. BlackRock möchte zukünftig mehr in nachhaltige Anlagen investieren, Staub-Bisang soll das Unternehmen in diesem Bereich beraten.

## Privates
Staub-Bisang ist mit Martin Bisang verheiratet, der Mitgründer der Bellevue Group ist. Sie ist Mutter dreier Kinder.

## Werke
- Nachhaltige Anlagen für institutionelle Investoren Zürich. Einführung und Überblick mit Fachbeiträgen und Praxisbeispiele. Mit einem Vorwort von Klaus Schwab. Verlag Neue Zürcher Zeitung, Zürich 2011.
  - Sustainable Investing for Institutional Investors. Risks, Regulations and Strategies. John Wiley & Sons, Singapur 2012, ISBN 978-1-118-20317-0 (englisch).
- Die Rechte des Herausgebers, des Mitarbeiters und des Verlegers bei nicht periodischen Sammelwerken. Zugleich Dissertation Universität Zürich. Zürich 1999.